# Catedral de Augsburgo
La catedral de Augsburgo (del alemán: Dom Mariä Heimsuchung) es un templo católico de la ciudad de Augsburgo, Baviera (Alemania). Su construcción se inició en el siglo XI en estilo románico, aunque en el siglo XIV se hicieron adiciones en estilo gótico. La catedral, junto con la Basílica de St. Ulrich y Afra, es una de las principales atracciones turísticas de Augsburgo.

## Historia
La catedral, se encuentra situada dentro de las murallas de la antigua ciudad romana de Augusta Vindelicorum, capital de la provincia romana de Recia; la iglesia se encuentra posiblemente en el lugar ocupado por un edificio preexistente que pudo ser construido alrededor del siglo IV, según los restos encontrados en la zona. La primera iglesia levantada en el lugar data del año 822. El edificio resultó dañado durante las incursiones magiares y se restauró en 923, bajo el mandato del obispo Ulrico de Augsburgo. También se llevaron a cabo trabajos de reconstrucción en 994, cuando el ábside oeste se vino abajo; la restauración se llevó a cabo bajo el mandato de la emperatriz consorte Adelaida de Italia. El obispo Enrique  III encargó la construcción de la actual estructura románica que se completó en 1065. Las dos torres que son visibles desde toda la ciudad se completaron en 1075. Entre 1331 y 1431 se añadieron numerosos elementos góticos, incluido uno de los coros.
Durante la reforma protestante, se destruyó la mayor parte de su decoración artística interior, aunque algunas zonas fueron objeto de una posterior restauración. El interior que fue redecorado en estilo barroco durante el siglo XVII, volvió parcialmente a su apariencia medieval durante el siglo XIX, con la adición de algunos elementos neogóticos. En 1565 se levantó una de las torres. La iglesia no sufrió daños graves durante la Segunda Guerra Mundial.

## Descripción arquitectónica

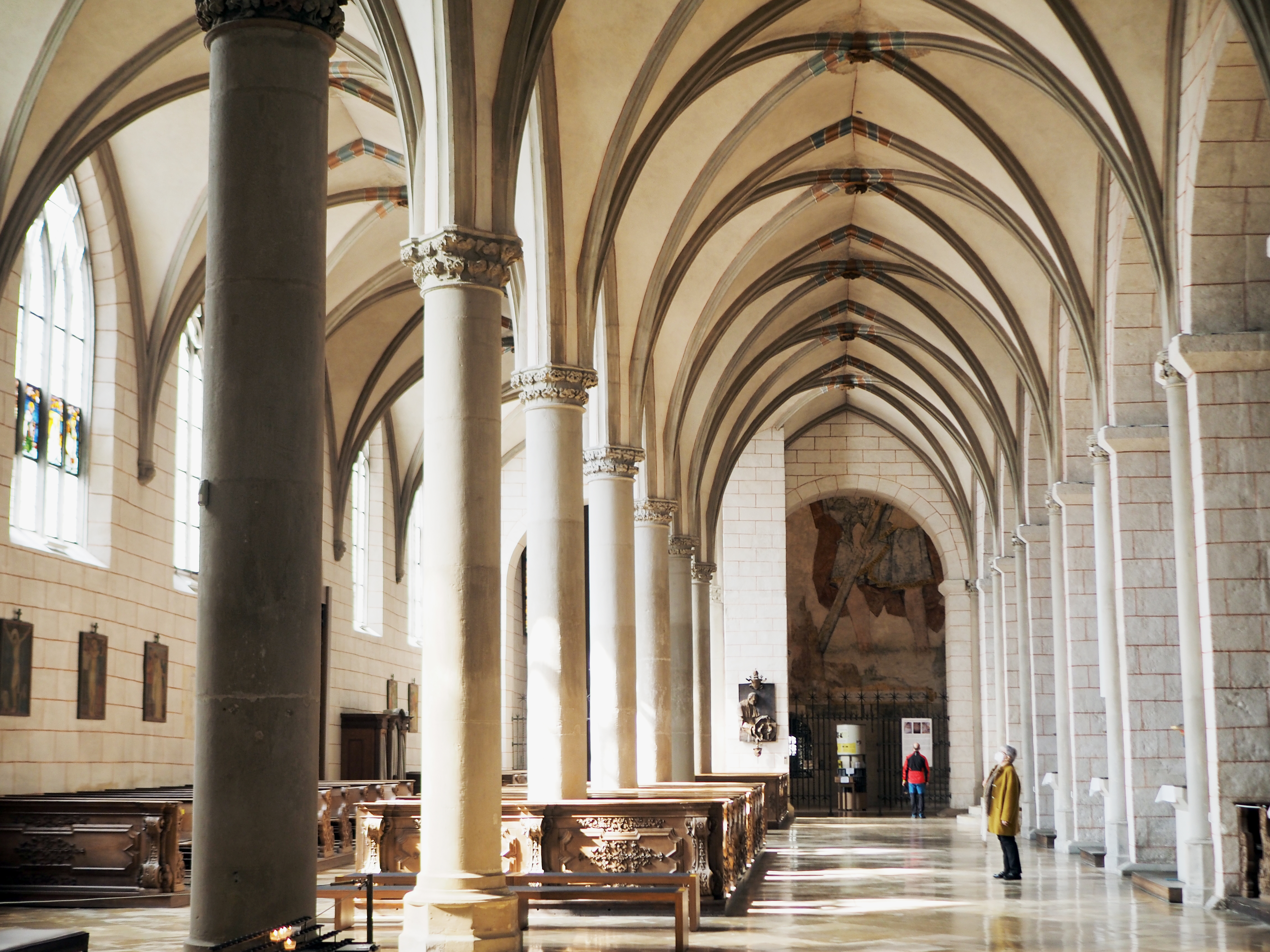
Augsburger Dom südliches Seitenschiff, Sicht auf die Westwand mit dem Fresko des Hl. Christophorus

El templo tiene algunas características poco usuales como son la ausencia de una verdadera fachada y la existencia de dos coros. Tiene una planta basilical con una nave principal y tres naves laterales y está principalmente construida de ladrillo rojo, con apoyo de contrafuertes. El ábside occidental está precedida de un crucero. Tiene también dos coros y dos torres, terminadas en un frontón y chapiteles de cobre. 
En la plaza, delante de la iglesia se encuentran los cimientos de la iglesia de San Juan del siglo X y los restos de las antiguas murallas romanas.

## Galería de imágenes

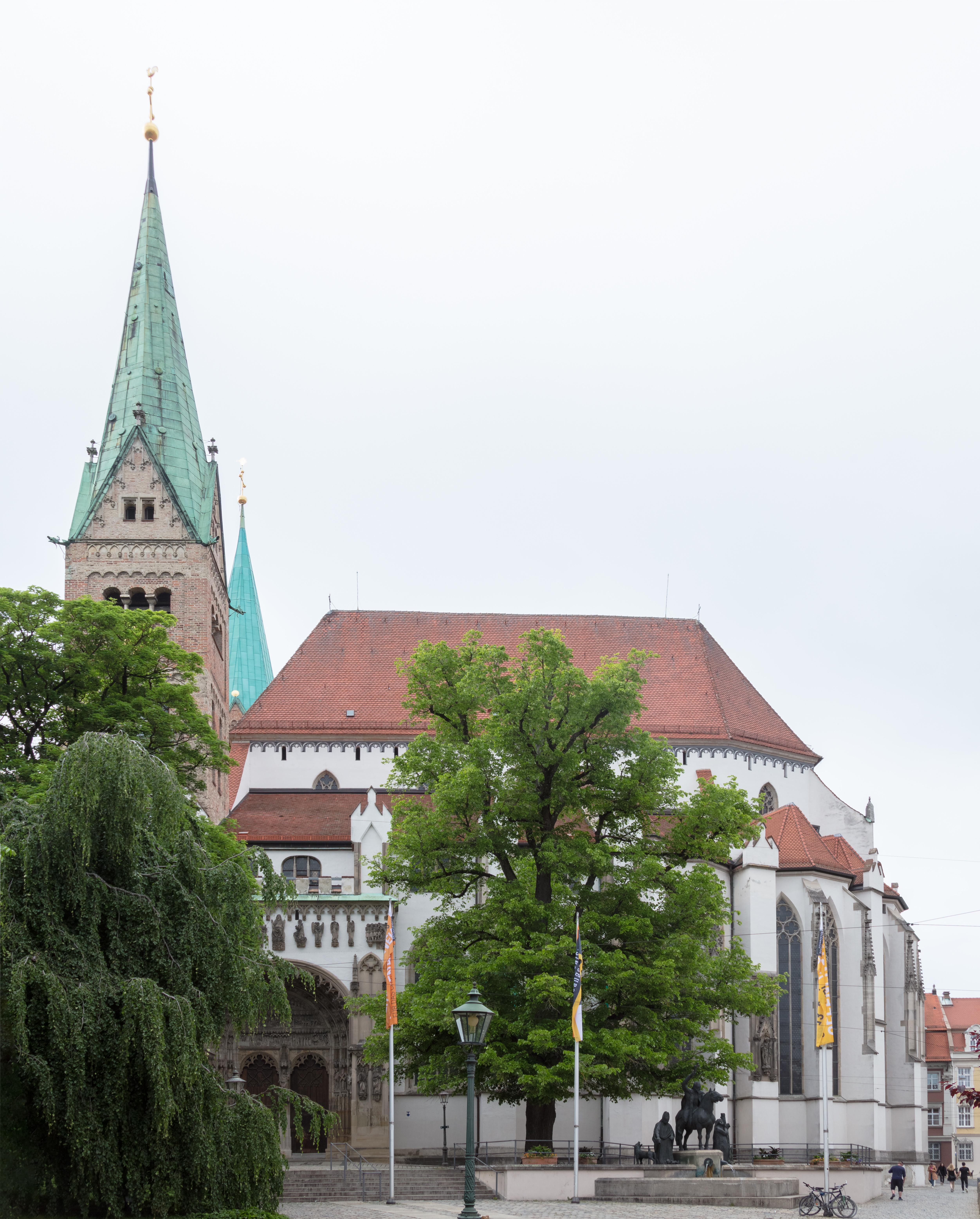
Vista exterior.
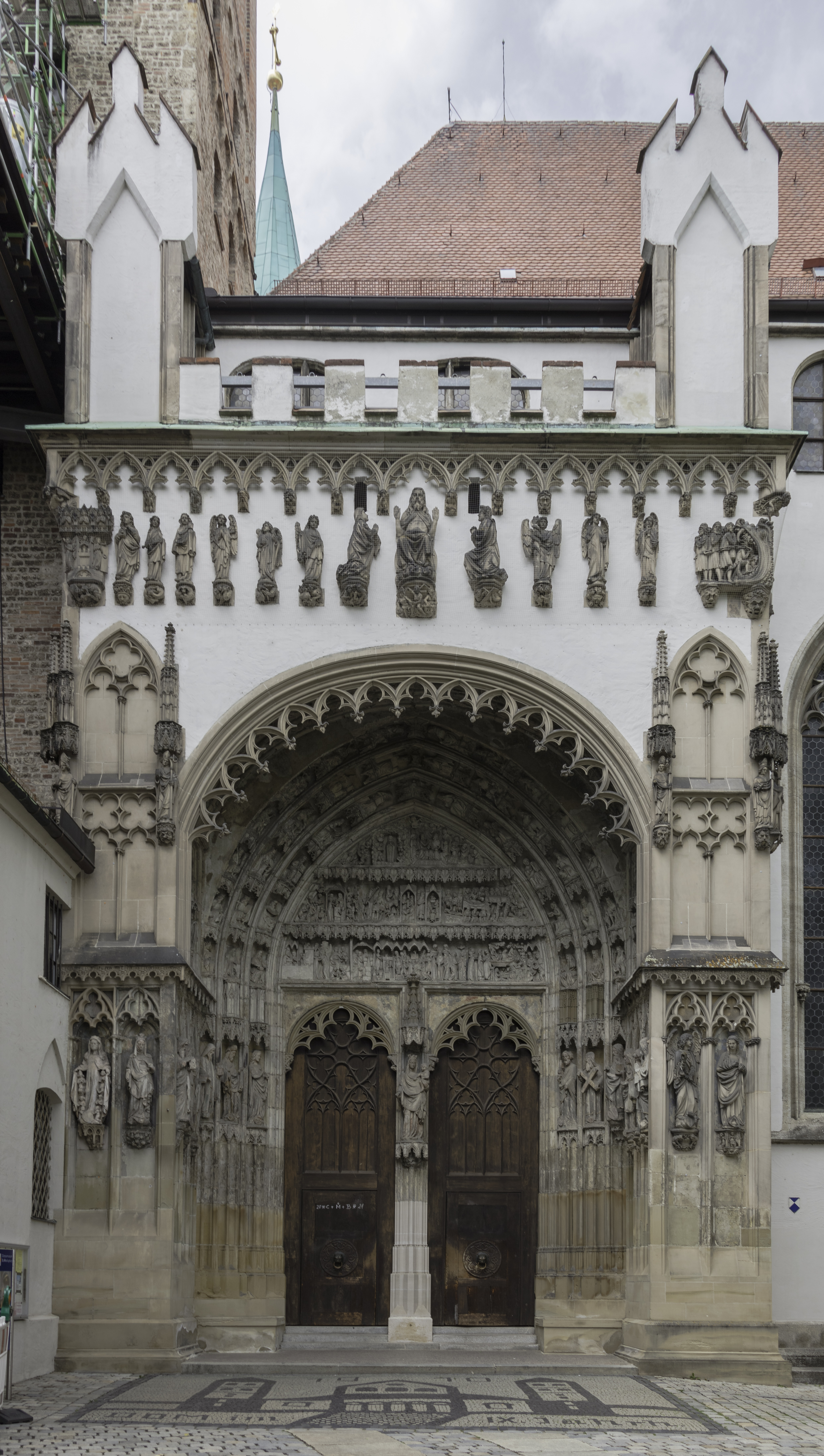
Entrada sur al templo.
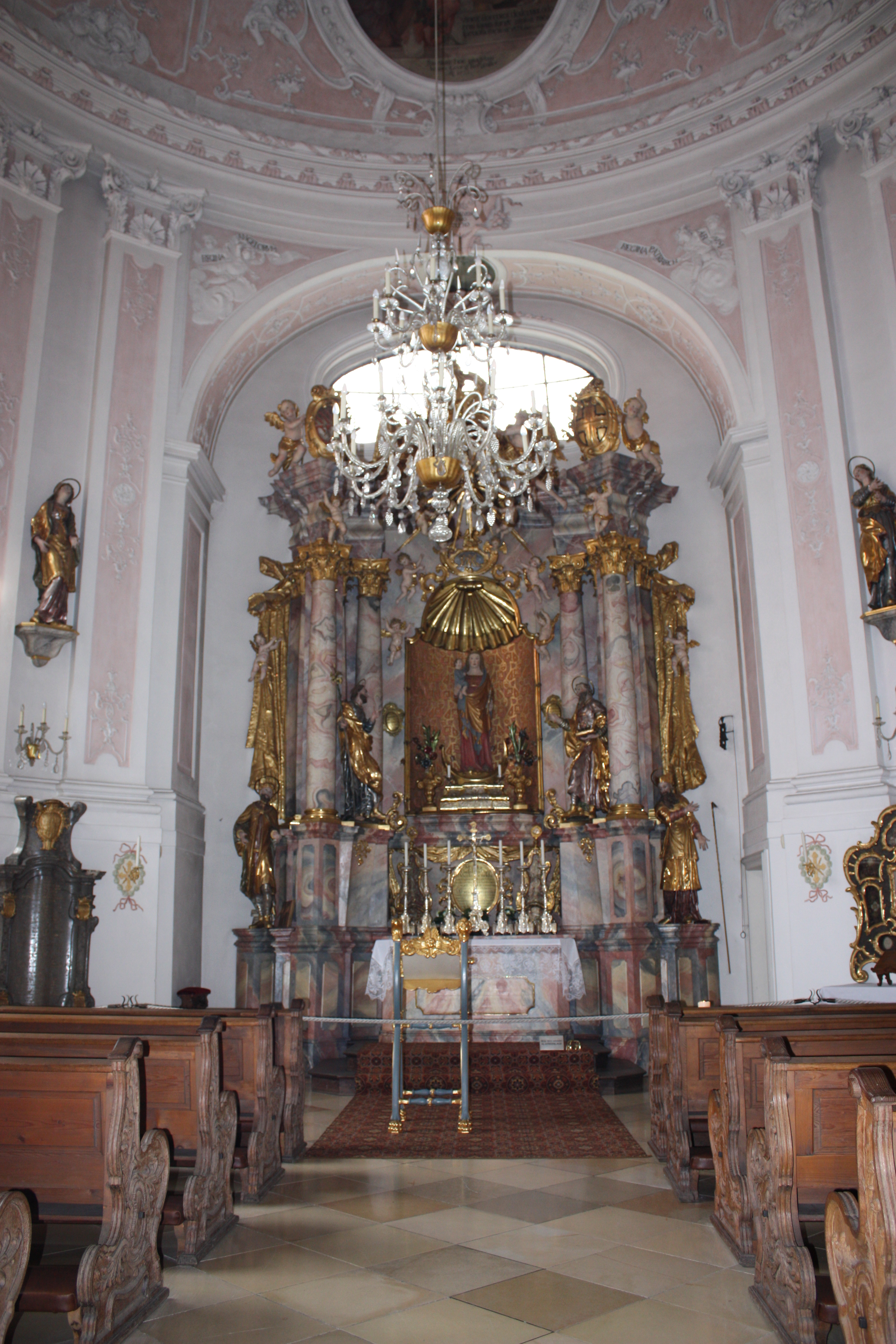
Altar de la capilla de María.
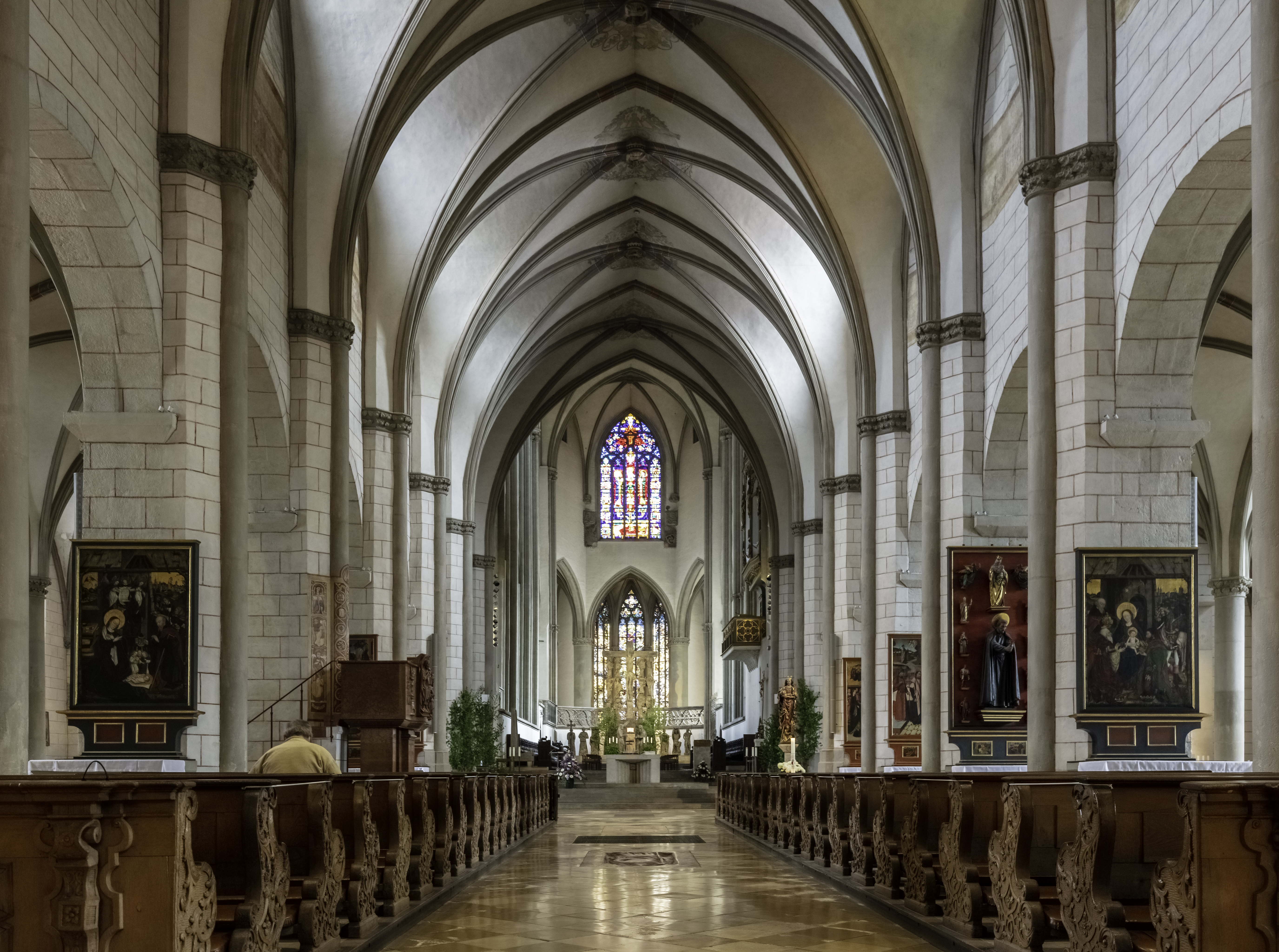
Nave principal.
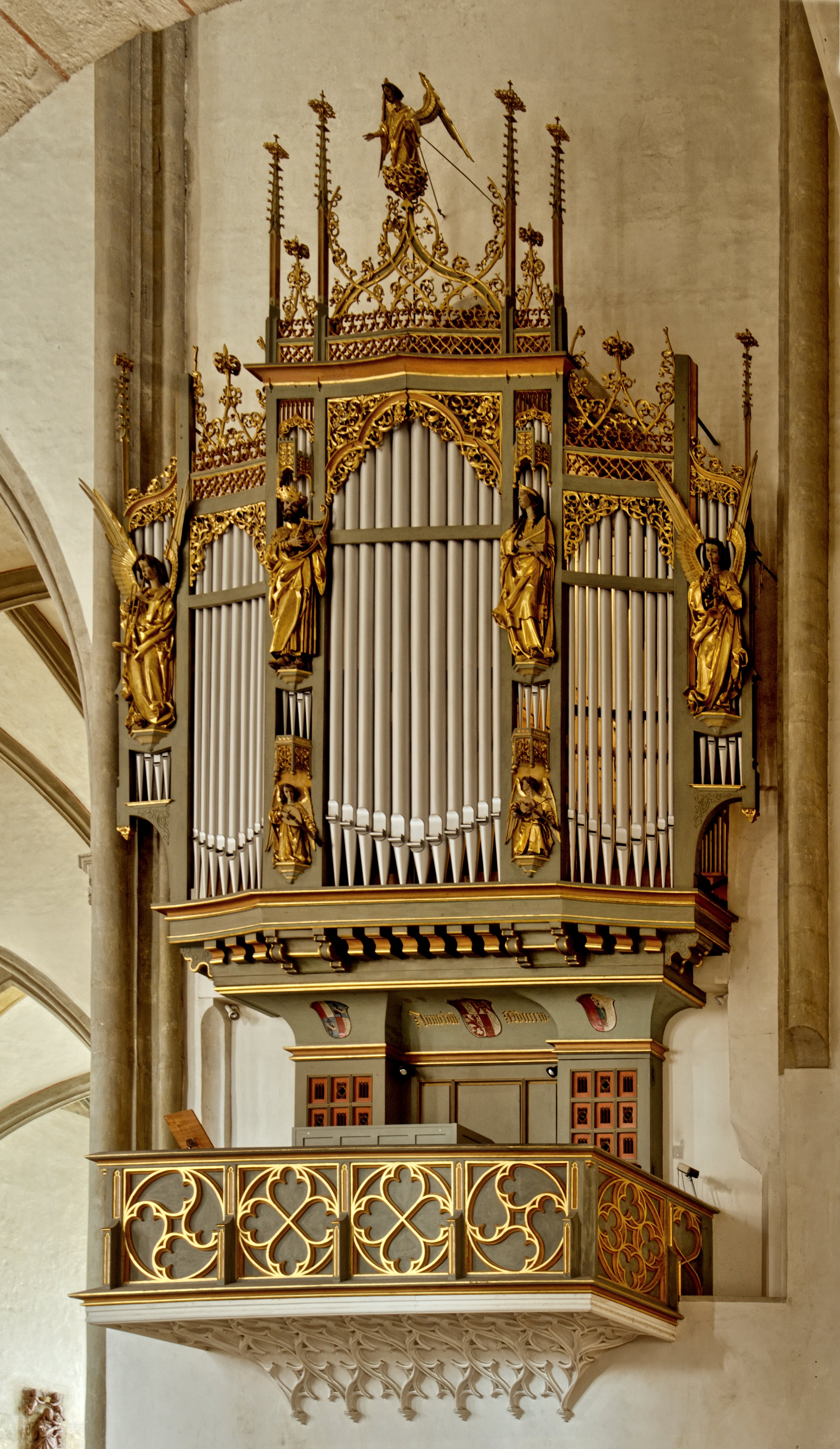
Órgano de María.
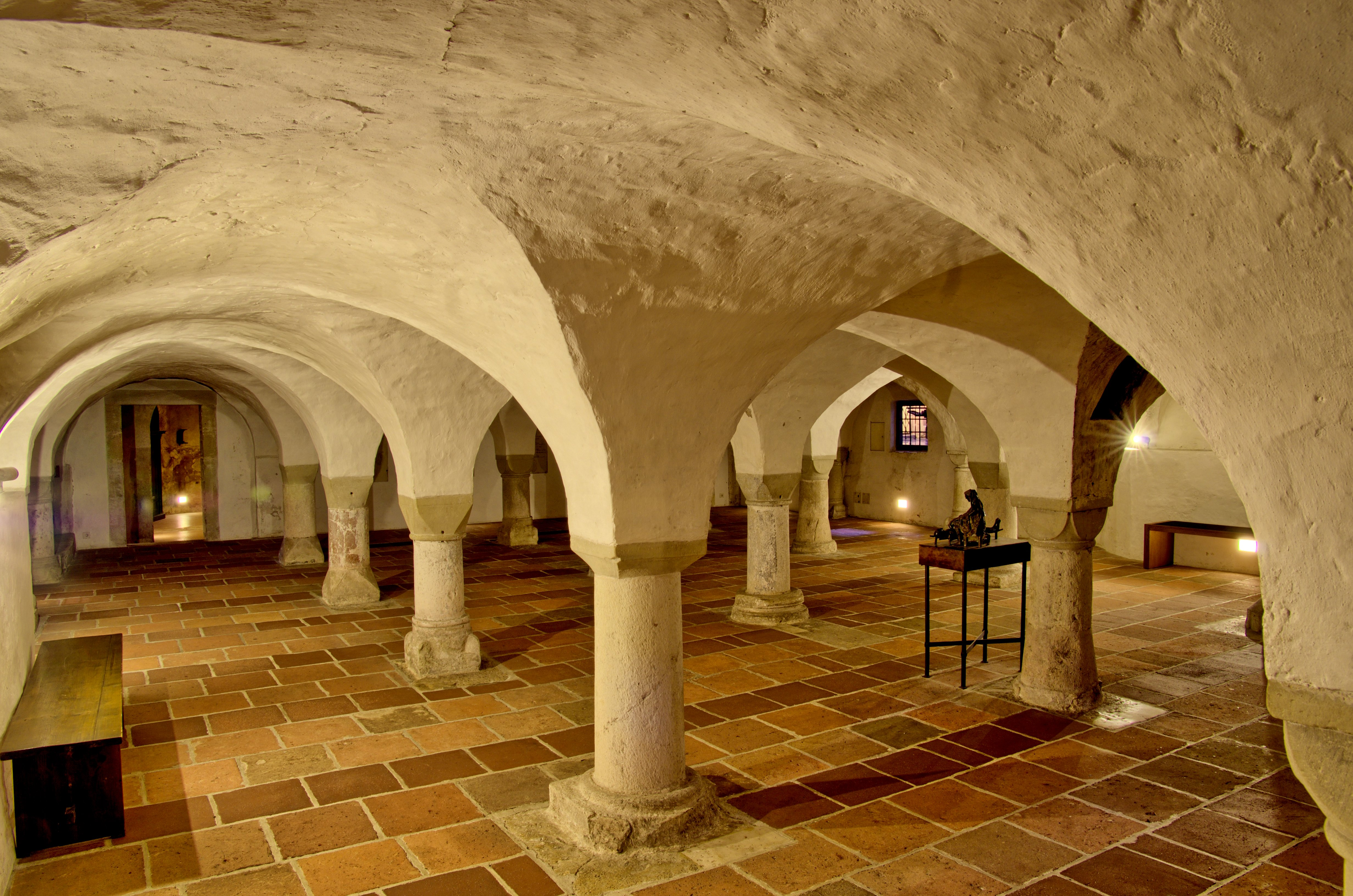
Cripta.